# Дніпросталівська вулиця
Дніпросталівська вулиця — вулиця в Індустріальному районі міста Дніпро в місцевості Кучугури.
Вулиця починається від Осінньої вулиці, йде на схід. На перехресті з вулицею Олександра Оцупа переходить у Курсантську вулицю. Її довжина — 1700 метрів.
До 2016 року мала радянську назву — вулиця Винокурова на честь уродженця Катеринослава, голови Верховного суду СРСР (1824—1938), одного з організаторів Голодомору в Україні 1932—1933 років Олександра Винокурова (1869—1944).

## Перехрестя
- Осіння вулиця
- вулиця Журналістів
- вулиця Олександра Оцупа
- Курсантська вулиця

## Будівлі
- № 3 — Дослідний завод № 409 Засобів механізації аеропортів ПАТ
- № 5 — ДАТП-11259
- № 11 — Готель і Сауна Ніагара
- № 11а — Меблева фабрика ПП Біляєв
- № 22 — Дослідний завод ДП НДТІ
- № 30б — Автоцентр «Мазда Авто-Імпульс», Автоцентр Nissan